# Eisenacher Motorenwerk
Eisenacher Motorenwerk (EMW) fou un fabricant d'automòbils i motocicletes de l'Alemanya Oriental amb seu a Eisenach, Turíngia. EMW va arribar a construir monoplaces per a la Fórmula 1 i en va disputar una sola cursa el 1953 (concretament, el GP d'Alemanya, amb el resultat de retirada després de 12 voltes per problemes amb el tub d'escapament).

## Continuació de la producció de BMW

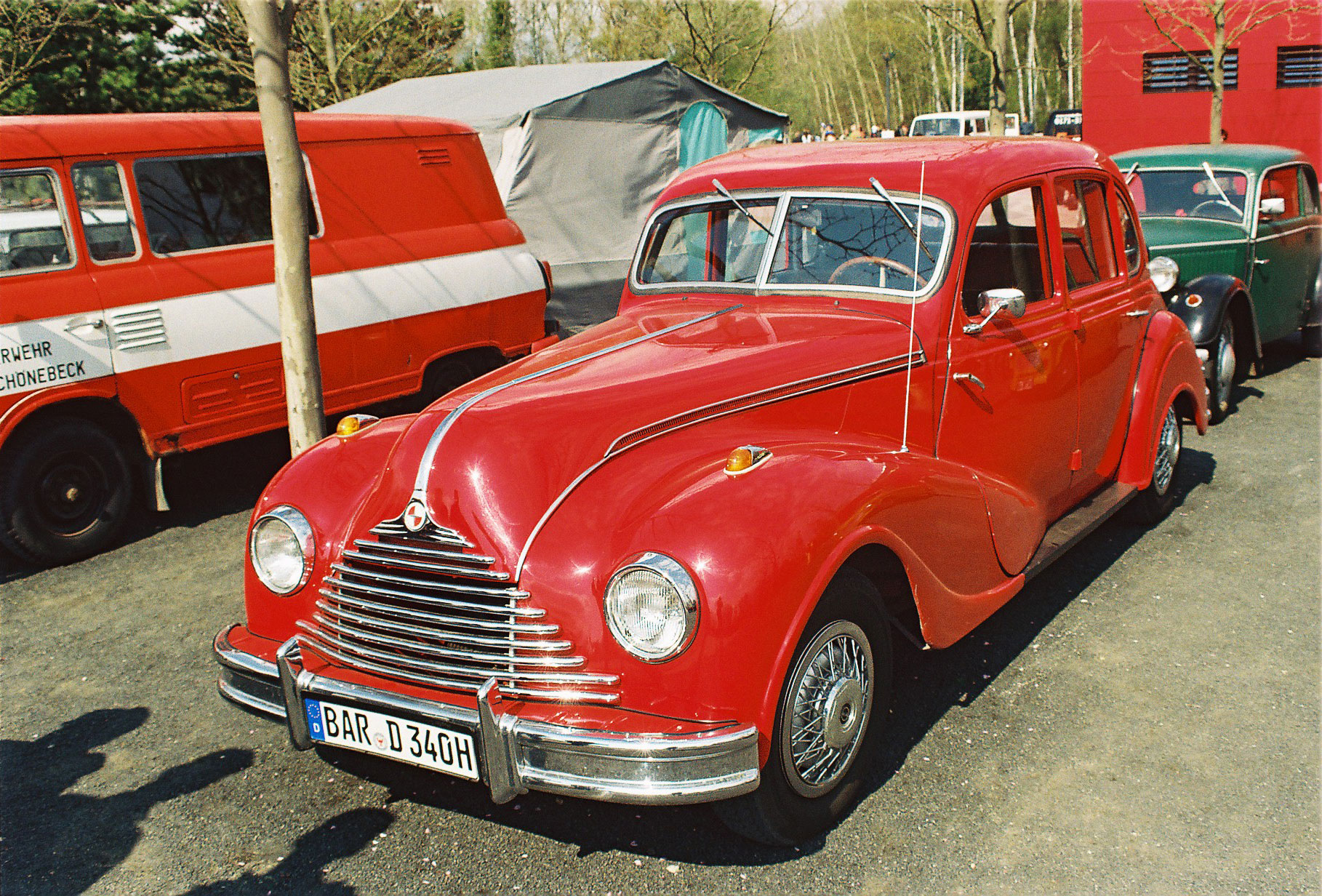
EMW 340 (1952-1955)

Una de les fàbriques de BMW anteriors a la Segona Guerra Mundial es va ubicar a Eisenach, ciutat que després de la guerra va ser presa pels soviètics en trobar-se a la zona d'ocupació d'aquest exèrcit. La fàbrica va continuar produint cotxes i motocicletes amb la marca BMW, però després d'una demanda el 1952 va haver de canviar el nom per EMW. El logotip també era similar, però en comptes del blau original de BMW, EMW feia servir el vermell.
Acabada la guerra, la fàbrica va produir monoplaces competitius basats en el BMW 328, gran dominador de les curses durant el període d'entreguerres, i de la mà d'Edgar Barth van començar a competir a nivell internacional.
La Kasernierte Volkspolizei (una branca paramilitar de la policia que va precedir l'Exèrcit Popular Nacional) i les forces armades de l'Alemanya Oriental que la van succeir necessitaven vehicles i van expressar el seu interès per a reactivar la producció del BMW 325, un model d'Einheits-PKW tot terreny de guerra que, convertit en vehicle civil utilitari, fabricava BMW a Eisenach i que no havia tingut èxit. El resultat fou el nou EMW 325/3, 166 unitats del qual es van produir el 1952. Malgrat tot, aquesta remilitarització d'un vehicle civil infringia els acords de la Conferència de Potsdam i va provocar protestes per part del bloc occidental.
Més tard, la secció d'automòbils d'EMW va esdevenir VEB Automobilwerk Eisenach i va produir el Wartburg. La fabricació de motocicletes es va acabar a la dècada del 1950 i es va substituir per la de l'AWO 425 que produïa Simson a Suhl, també a Turíngia.

## A la F1
EMW va competir al campionat del món de la Fórmula 1 només a la temporada de 1953, debutant en el GP d'Alemanya sense èxit. No va haver-hi presència de cotxes EMW en cap més cursa de la F1, no aconseguint cap punt pel campionat.

### Resultats a la Fórmula 1
| Any  | Equip             | Xassís | Motor | 1   | 2   | 3   | 4   | 5   | 6   | 7       | 8   | 9   | Posició | Punts |
| ---- | ----------------- | ------ | ----- | --- | --- | --- | --- | --- | --- | ------- | --- | --- | ------- | ----- |
| 1953 | Rennkollektiv EMW | EMW    | EMW   | ARG | 500 | HOL | BEL | FRA | GBR | ALE Ret | SUI | ITA | -       | 0     |